# Třída B 97
Třída B 97 byla třída torpédoborců německé Kaiserliche Marine z období první světové války. Vzhledem k jejich velikosti je německé námořnictvo označovalo jako torpédoborce. Celkem bylo postaveno osm jednotek této třídy. Do služby byly přijaty roku 1915. Za světové války byl jeden potopen a pět dalších bylo po jejím skončení internováno ve Scapa Flow, kde je roku 1919 potopila vlastní posádka. Po jednom toprédoborci v rámci reparací získala Velká Británie a Itálie, která své plavidlo zařadila do služby.

## Stavba

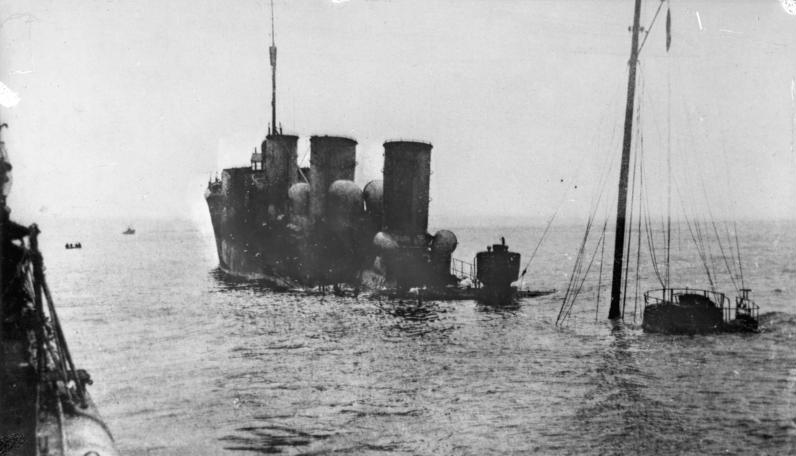
Potopený torpédoborec SMS V 99

Před vypuknutím první světové války byla pro ruské carské námořnictvo stavěna série torpédoborců, pro které byly v zahraničí objednány pohonné systémy. Po vypuknutí války proto byly v německé loděnici Blohm & Voss v Hamburku zabaveny čtyři sady turbín o výkonu 40 000 hp, původně určené pro vývoz do Ruska. Loděnice nabídla, že s využitím těchto pohonů postaví sérii velkých torpédoborců pro německé námořnictvo. Návrh se nesetkal s pozitivním přijetím ze strany námořnictva, které provozovalo torpédoborce menších rozměrů. Stavbu plavidel nakonec prosadil velkoadmirál Alfred von Tirpitz, dokonce v dvojnásobném množství.
Nová plavidla představovala první německé tříkomínové torpédoborce, které svou velikostí, rychlostí a výzbrojí překonávaly své předchůdce. Celkem bylo objednáno osm jednotek od dvou loděnic. Šest jednotek postavila loděnice Blohm & Voss v Hamburku a dva loděnice AG Vulcan Stettin ve Hamburku. Stavba torpédoborců byla zahájena roku 1914. Do služby byly přijaty roku 1915.
Jednotky třídy B 97:
| Jméno | Loděnice          | Zahájení stavby | Spuštění na vodu  | Zařazena do služby | Status |
| ----- | ----------------- | --------------- | ----------------- | ------------------ | --- |
| B 97  | Blohm & Voss      | 1914            | 15. prosince 1914 | únor 1915          | Dne 16. září 1920 zařazen do italského námořnictva jako Cesare Rossarol. V letech 1932–1935 testovací plavidlo. Vyřazen 1939.                                                                          |
| B 98  | Blohm & Voss      | 1914            | 2. ledna 1914     | března 1915        | Roku 1920 předán Velké Británii. Dne 17. února 1920 během vlečení ztroskotal v zátoce Lopness Bay na ostrově Sanday. Vrak byl později částečně sešrotován, přičemž jeho zbytky zůstaly ležet na pláži. |
| V 99  | AG Vulcan Stettin | 1914            | 9. února 1915     | duben 1915         | Dne 17. srpna 1915 v Baltském moři potopen ruským torpédoborcem Novik. |
| V 100 | AG Vulcan Stettin | 1914            | 8. března 1915    | červen 1915        | V listopadu 1918 internován ve Scapa Flow. Dne 21. června 1919 při incidentu ve Scapa Flow potopen vlastní posádkou. Vyzvednut a šesrotován.                                                           |
| B 109 | Blohm & Voss      | 1914            | 11. března 1914   | červen 1915        | V listopadu 1918 internován ve Scapa Flow. Dne 21. června 1919 při incidentu ve Scapa Flow potopen vlastní posádkou. Vyzvednut a šesrotován.                                                           |
| B 110 | Blohm & Voss      | 1914            | 31. března 1914   | červen 1915        | V listopadu 1918 internován ve Scapa Flow. Dne 21. června 1919 při incidentu ve Scapa Flow potopen vlastní posádkou. Vyzvednut a šesrotován.                                                           |
| B 111 | Blohm & Voss      | 1914            | 8. června 1914    | srpen 1915         | V listopadu 1918 internován ve Scapa Flow. Dne 21. června 1919 při incidentu ve Scapa Flow potopen vlastní posádkou. Vyzvednut a šesrotován.                                                           |
| B 112 | Blohm & Voss      | 1914            | 17. června 1914   | září 1915          | V listopadu 1918 internován ve Scapa Flow. Dne 21. června 1919 při incidentu ve Scapa Flow potopen vlastní posádkou. Vyzvednut a šesrotován.                                                           |

## Konstrukce

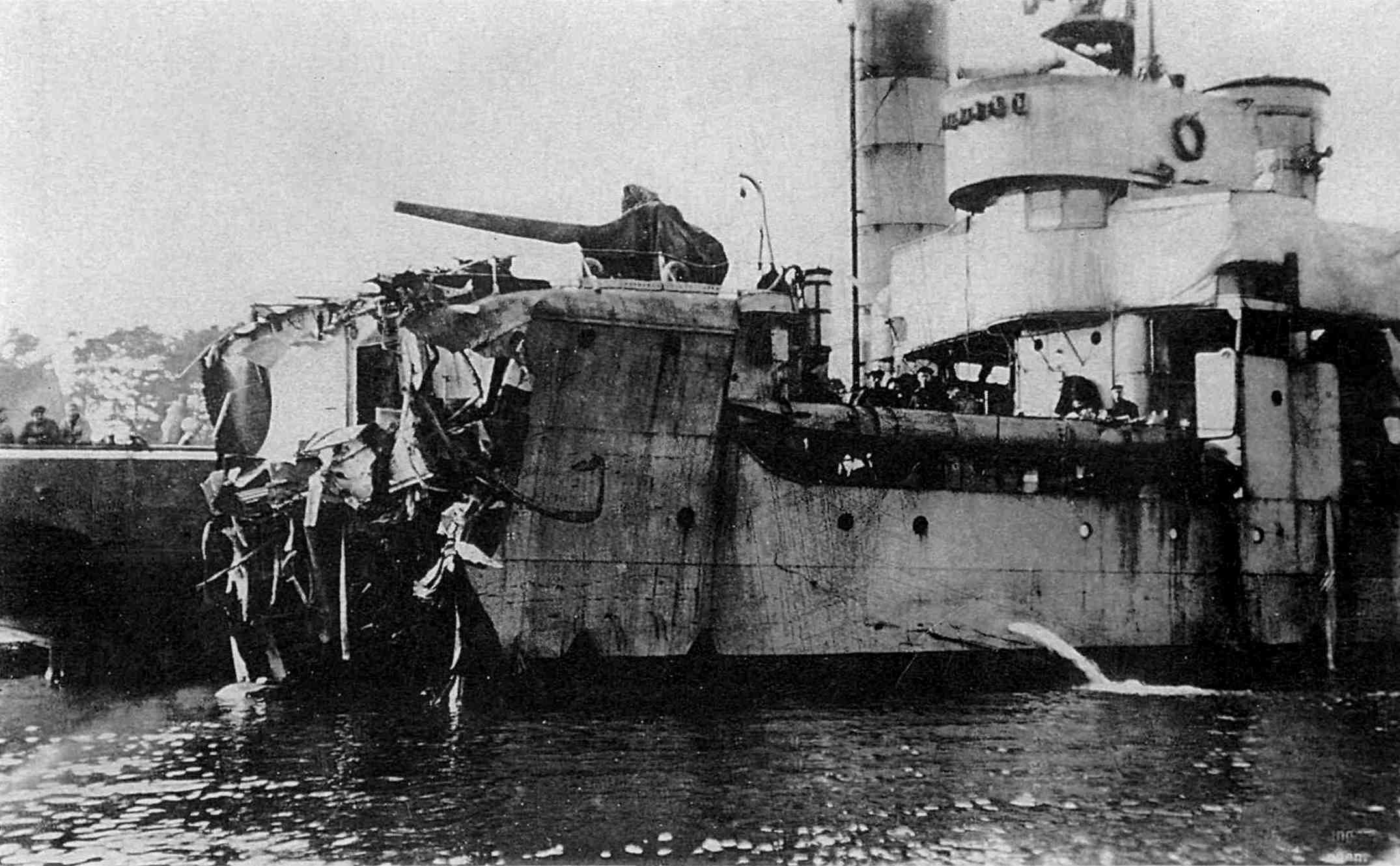
Zničená příď torpédoborce SMS B 98

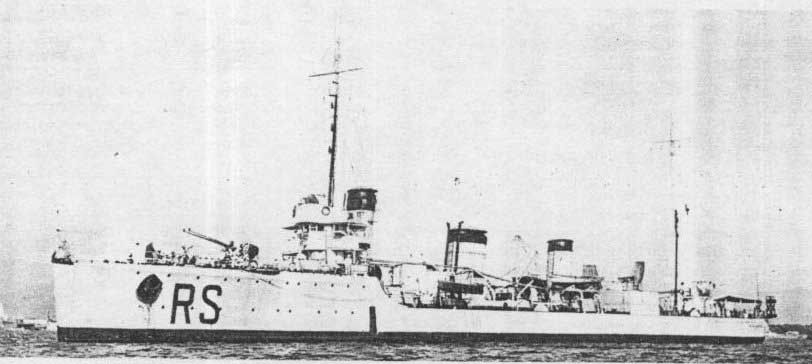
Italský torpédoborec Cesare Rossarol (ex SMS B 97)

Hlavní výzbroj představovaly čtyři 88mm/42 kanóny TK L/45 C/14 a šest 500mm torpédomety se zásobou osmi torpéd. Dva jednoduché torpédomety byly umístěny před můstkem a dva dvojité za komíny v ose lodi. Dále bylo neseno až 24 námořních min. Pohonný systém tvořily čtyři kotle Marine a dvě parní turbíny Marine o výkonu 40 000 hp, pohánějící dva lodní šrouby. Nejvyšší rychlost dosahovala 36,5 uzlu (B 109 až B 112 pouze 36 uzlů). Dosah 2600 námořních mil při rychlosti dvacet uzlů (B 109 až B 112 měly dosah 2620 námořních mil).
Torpédoborce V 99 a V 100 se od svých sesterských plavidel řadě aspektů mírně lišily rozměry. Shodná zůstala výzbroj. Kotle Marine dodávaly páru turbínám AEG-Vulcan o výkonu 40 000 hp, pohánějícím dva lodní šrouby. Nejvyšší rychlost dosahovala 36,5 uzlu. Dosah byl 250 námořních mil při rychlosti dvacet uzlů.

### Modernizace
Roku 1916 byly přeživší plavidla přezbrojena čtyřmi 105mm/42 kanóny TK L/45 C/16.
Italský torpédoborec Cesare Rossarol (ex SMS B 97) byl v letech 1920–1924 přezbrojen a modernizován. Úpravy na něm byly prováděny i v dalších letech. Roku 1935 nesl tři 120mm kanóny, dva 76mm kanóny, dva 6,5mm kulomety, čtyři 450mm torpédomety a 29 námořních min.